# Travaux de réparation sur une ligne de chemin de fer
Travaux de réparation sur une ligne de chemin de fer ou Réparation sur une voie ferrée (en russe : Ремонтные работы на железной дороге) est un tableau du peintre russe Constantin Savitski (1844-1905), qu'il a achevé en 1874. Il est conservé à la Galerie Tretiakov
à Moscou (inventaire n° 590). Ses dimensions sont de 103 × 180,8 cm (selon d'autres données de 100 × 175 cm). D'autres titres sont utilisés pour le désigner comme : Réparation du chemin de fer, Ouvriers du chemin de fer ou encore Réparations sur la voie ferrée.
L'idée de réaliser ce tableau est née pour Savitski durant l'été 1873, quand il a eu l'occasion d'observer les réparations de la ligne de chemin de fer Moscou-Koursk, non loin de la station Iasnaïa Poliana dans le Gouvernement de Toula, près d'où il vivait avec d'autres artistes, parmi lesquels Ivan Chichkine et Ivan Kramskoï. Savinski a poursuivi sa réalisation jusqu'à la fin de l'année 1873, et les dernières modifications ont été apportées en janvier 1874.
Le tableau Travaux de réparation sur la voie ferrée est présenté à la 3e exposition des artistes Ambulants, ouverte à Saint-Petersbourg en janvier 1874, mais qui, en avril de la même année, a déménagé à Moscou. La toile de Savinski a fait bonne impression, et elle est acquise par Pavel Tretiakov. En 1878, sa toile fait partie de celles présentées à l'Exposition universelle de 1878, qui a lieu à Paris,.
Le peintre et critique Alexandre Benois écrit qu'avec l'avènement en 1874 du tableau Travaux de réparation sur la voie ferrée, Savinski est devenu un support important des Ambulants, et remarque que sa toile est proche par le thème et l'esprit de la toile Les Bateliers de la Volga d'Ilia Répine. La critique d'art Sophia Goldstein appelle les Travaux de réparation de Savitski « la première œuvre significative d'un maître débutant, qui lui a valu une reconnaissance bien méritée ». Selon le critique d'art Dmitri Sarabianov, Les Bateliers de la Volga et les Travaux de réparation « sont une étape importante dans l'histoire de l'art russe et dans le développement des thèmes populaires dans la peinture russe ».

## Histoire

### Évènements antérieurs

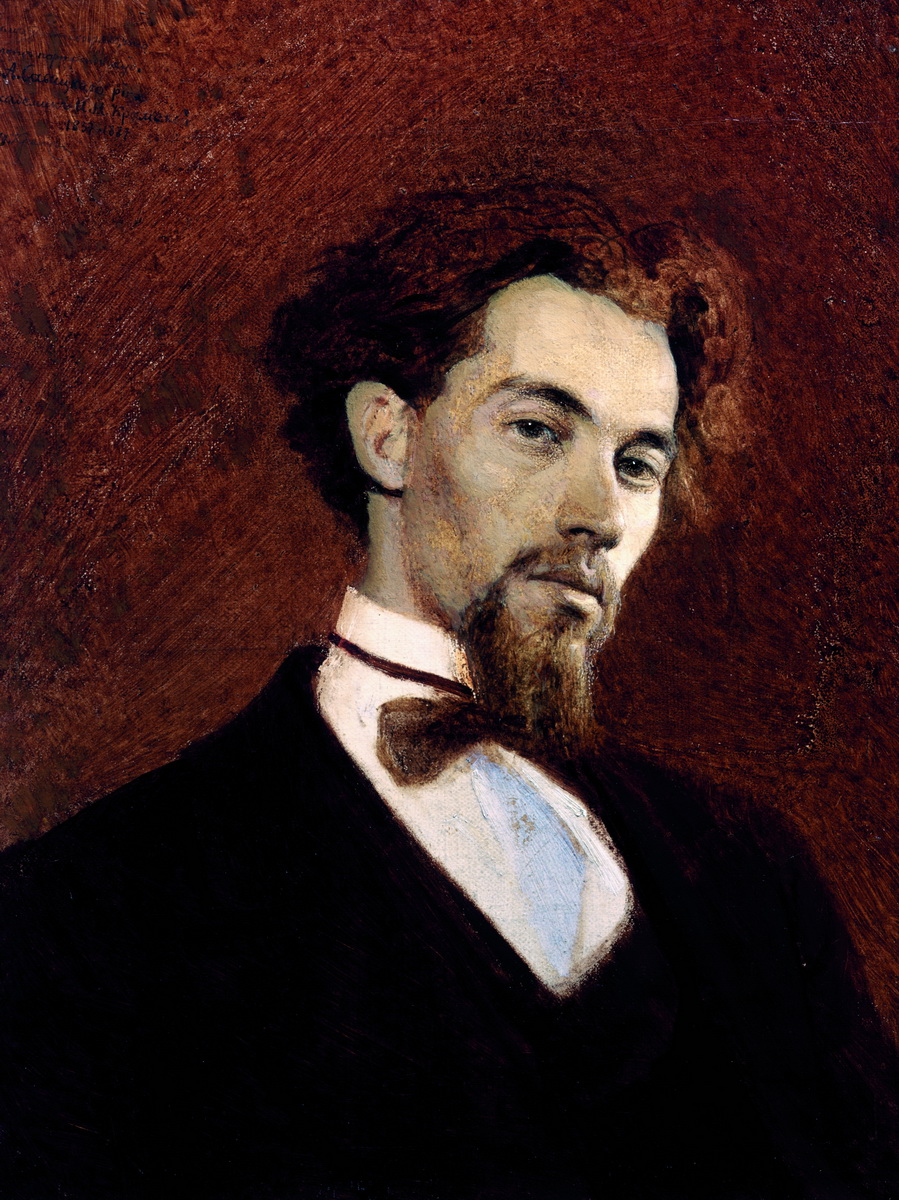
Portrait de Constantin Savitski par Ivan Kramskoï, (1871, Musée de l'Oblats de Varonej).

De 1862 à 1873 (avec des interruptions), Constantin Savitski a étudié à l'Académie russe des Beaux-Arts en classe de peinture d'histoire, où ses maîtres étaient Fiodor Bruni, Alexeï Markov et Pavel Tchistiakov. Dans les années 1868-1870, Savitski a été récompensé par plusieurs petites médailles d'argent (parmi lesquelles l'une pour Chamanchtchik et une pour l'esquisse de la Crucifixion) ; en 1869-1870, par deux grandes médailles d'argent (une pour une étude et une pour le dessin), et en 1871, par une petite médaille d'or pour son Caïn et Abel. À partir de 1871, Savintski a été nommé boursier de l'empereur Alexandre II.
À la même époque, au début des années 1870, le rapprochement de Savitski avec les membres des Ambulants a commencé lors de la première exposition qui s'est ouverte en janvier 1871 dans les locaux de l'Académie des beaux-arts. Lors de la deuxième exposition des Ambulants, ouverte en décembre 1872, sont exposées deux toiles de Savitski : Les Enfants et Le Fonctionnaire (dont l'emplacement actuel n'est pas connu). Le succès des expositions des Ambulants a suscité l'irritation et la crainte de la direction de l'Académie des beaux-arts. Pour donner une leçon aux dissidents, lors de la session du 23 janvier 1873 du Conseil de l'Académie, Savitiski est exclu des membres de celui-ci. Il est ainsi privé du droit de concourir pour la première médaille d'or, et de celui de devenir pensionnaire pour un voyage à l'étranger. Savitski écrit lui-même à ce propos : « J'ai été exclu subitement, sans me donner la possibilité de me justifier, comme si j'étais coupable de quelque faute, et j'ai ainsi perdu irrémédiablement quelques années de travail à l'Académie ».

### Travail sur la toile
L'idée de réaliser ce tableau Travaux de réparation sur la voie ferrée est venue à l'esprit de Savitski durant l'été 1873 qu'il passait avec les peintres Ivan Chichkine, Ivan Kramskoï dans le Gouvernement de Toula. Ils vivaient à proximité de la station Kozlova Zasseka (appelée aujourd'hui Iasnaïa Poliana (gare) (ru)), où Savitski observe les travaux du renforcement d'une voie ferrée. Il passe des jours entiers à proximité des travaux et prend des croquis pour son tableau à réaliser. En même temps son ami Ivan Kramskoï travaille au portrait de Léon Tolstoï dans sa propriété de Iasnaïa Poliana.
.

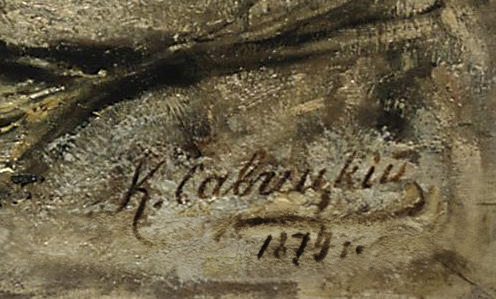
Signature et datation de Savitski pour son tableau Travaux de réparation sur la voie ferrée(le chiffre 4 est écrit par dessus le chiffre 3 dans l'année).

À cette époque Kozlova Zasseka (aujourd'hui Iasnaïa Poliana-gare) faisait partie de la ligne de chemin de fer Moscou-Koursk, construite en 1864-1868 avec les fonds publics. En 1871, la ligne a été vendue à une société anonyme privée de Moscou, dirigée par un industriel dénommé Fiodor Tchijov. À partir de 1873, la société propriétaire a décidé d'augmenter la capacité de la ligne en renforçant les terre-pleins et en améliorant les voies. Plus particulièrement il fallait remplir les ballasts et remplacer les rails trop légers.
Ivan Kramskoï, dans une lettre au peintre Ilia Répine du 3 août 1873, écrit que « Savitski commence à peindre Les Terrassiers, et a trouvé son sujet sur la ligne de chemin de fer qui passe ici et s'est emballé ». Ce à quoi Répine répond dans une lettre du 2 septembre 1873 en appelant Savitski par son patronyme : « Je souhaite une finale brillante à Apollonovitch, son idée est géniale ». Dans une lettre au collectionneur et mécène Pavel Tretiakov datée du 11 août 1873 Kramskoï écrit : « Savitski travaille à son tableau Les Terrassiers sur le chemin de fer, l'esquisse est bonne, ce qui en sortira on ne peut le dire »,.
Savitski a poursuivi son travail pendant l'automne et l'hiver. Le 25 décembre 1873, dans une lettre à Ilia Répine (qui était à l'époque à Paris), Kramskoï lui dit que sa toile se termine petit à petit et qu'elle donne bien. Les derniers achèvements du peintre sont réalisés en janvier 1874, quand il modifie la date de l'année qui de 1873 devient 1874 en retraçant un 4 sur le 3.

### Suite de la création
Le tableau Travaux de réparation sur une ligne de chemin de fer a été présenté lors de la troisième exposition des artistes Ambulants, ouverte à Saint-Pétersbourg le 21 janvier 1874, mais qui, en avril, a déménagé а Moscou. Dans le catalogue de l'exposition l'œuvre de Savitski figurait sous le titre Réparation à la voie ferrée. La toile a fait bonne impression, selon les dires de Kramskoï, Savitski se distinguant très favorablement. Quelque temps avant l'ouverture de l'exposition, le 30 décembre 1873, Savitski demande à la direction des Ambulants de l'accepter comme membre de leur société. Cette demande a été satisfaite lors de la réunion du conseil d'administration des Ambulants qui s'est tenue après l'ouverture de l'exposition, le 2 février 1874.
Ilia Répine a essayé par tous les moyens d'aider Savitski dans sa demande de devenir membre de l'association. Dans une lettre au critique d'art Vladimir Stassov datée du 20 janvier 1874, commentant la prochaine présentation de son tableau Travaux de réparation sur la voie ferrée Répine écrit: « Comme je suis content pour Savitski ! Vous ne pouvez pas vous imaginer ! Je lui souhaite sincèrement d'être un héros »,. Dans la même lettre, Répine exprime avec ironie ce qu'il pense du comportement injuste de l'Académie à l'égard de Savitski : «Pour l'Académie je me réjouis aussi. Elle est maudite d'avoir offensé cet homme» ,. Le succès de Savitski a été perçu par Répine comme la démonstration de l'erreur de l'Académie d'avoir exclu Savitski du registre de ses membres en le privant ainsi de la possibilité de participer au concours pour la première médaille d'or. Dans une autre lettre du 17 février 1874, Répine écrit : « Pour Savitski je suis vraiment heureux. Vassili Polenov a vu son tableau non encore terminé et m'en a beaucoup parlé ».
Dans des lettres adressées à Nikolaï Gay et Ivan Kramskoï (datées du 3 mars 1874) Pavel Tretiakov demande de transmettre le message à Savitski suivant lequel il est intéressé par l'achat de tableaux de ce dernier pour sa galerie. Le mécène écrit : « Après l'avoir examiné une fois de plus, j'ai décidé d'offrir mille roubles de plus, <…> pour ce prix je serai très heureux de l'acheter, parce que malgré son aspect général ennuyeux, il a de grands mérites ». Dans une lettre adressée à Tretiakov, Savitski remercie le mécène et accepte de vendre son tableau à la condition qu'il ne s'oppose pas à sa présentation dans d'autres villes traversées par la troisième exposition de Ambulants . Il faut remarquer que dans sa lettre à Tretiakov, Savitski donne comme titre à son tableau : Travailleurs sur la voie ferrée, ce qui correspond le mieux à ce qu'il représente. Tretiakov accepte cette condition et c'est ainsi que le tableau voyage avec les autres tableaux de l'exposition à Kharkov, Odessa, Kiev et Riga. Avec la somme reçue pour prix du tableau Savitski a pu organiser son voyage en France,.

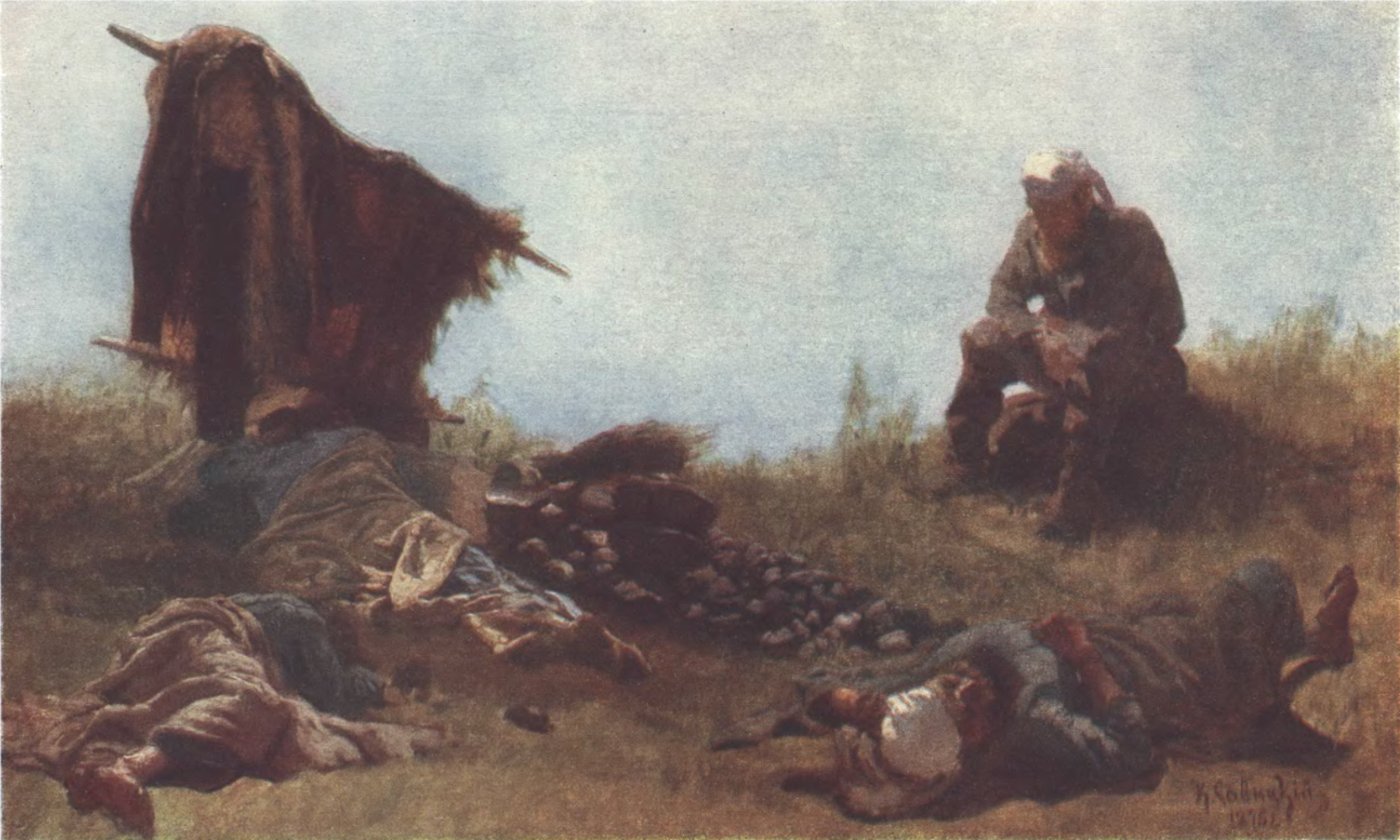
C. Savitski. Pause au travail (1875, collection particulière).

La Pause au travail réalisé en 1875 reprend le même thème que les Travaux de réparation (toile, huile, 33 × 53,2 cm, précédemment dans la collection de G. Beliakov, puis dans celle de N. Arjanikov à Moscou). Ce tableau est également connu sous le titre Pause des terrassiers. Cette toile de Pause au travail est comme l'achèvement du tableau Travaux de réparation sur la voie ferrée. Parfois le tableau Pause au travail est considéré comme une esquisse ou variante de la toile de Savitski intitulée Draguage de la Seine (1875), dont l'emplacement actuel est inconnu,.
Un certain nombre de toiles de la collection de Pavel Tretiakov, et parmi celles-ci Travaux de réparation sur la voie ferrée ont été proposées pour être exposées à l'Exposition universelle de 1878, qui devait avoir lieu à Paris. Pour que le tableau de Savitski soit repris dans la liste des toiles pour Paris il fallait surmonter la résistance du président de la commission de sélection Andreï Somov. En particulier les partisans devaient répondre aux critiques qui paraissaient dans la presse dont celles du journaliste et éditeur Andreï Somov (1830 -1909). À propos d'une de ces critiques, Ilia Répine écrit à Ivan Kramskoï : « Je regrette que Savitski soit humilié par un inconnu, qui prétend que son tableau fait penser à celui de Répine Les Bateliers de la Volga. Vassili Polenov dit que c'est absurde ; et surtout que cela crée un grand préjudice à Savitski »,. Malgré ces obstacles, le tableau de Savitski est envoyé à l'exposition à Paris où il est très bien accueilli par la critique,. En particulier, par l'auteur du recueil Les chefs-d’oeuvre d’art à l’exposition universelle qui a remarqué surtout parmi les exposants russes Nuit ukrainienne d'Arkhip Kouïndji, Les Bateliers de la Volga de Répine et Travaux de réparation de Savitski. Dans la catalogue de l'exposition parisienne la toile de Savitski figure avec son titre en français « Travaux de terrassement sur une ligne de chemin de fer (C. A. Savitzki) ».
Par la suite, le tableau Travaux de réparation sur une ligne de chemin de fer a été exposé dans plusieurs expositions y compris celles de 1923, 1955 et 1971—1972 qui ont eu lieu à la Galerie Tretiakov (une exposition personnelle de Savitski a été organisée en 1955 pour le cinquantième anniversaire de sa mort),. La toile a également participé à plusieurs expositions en dehors de l'Ex-URSS.

## Description

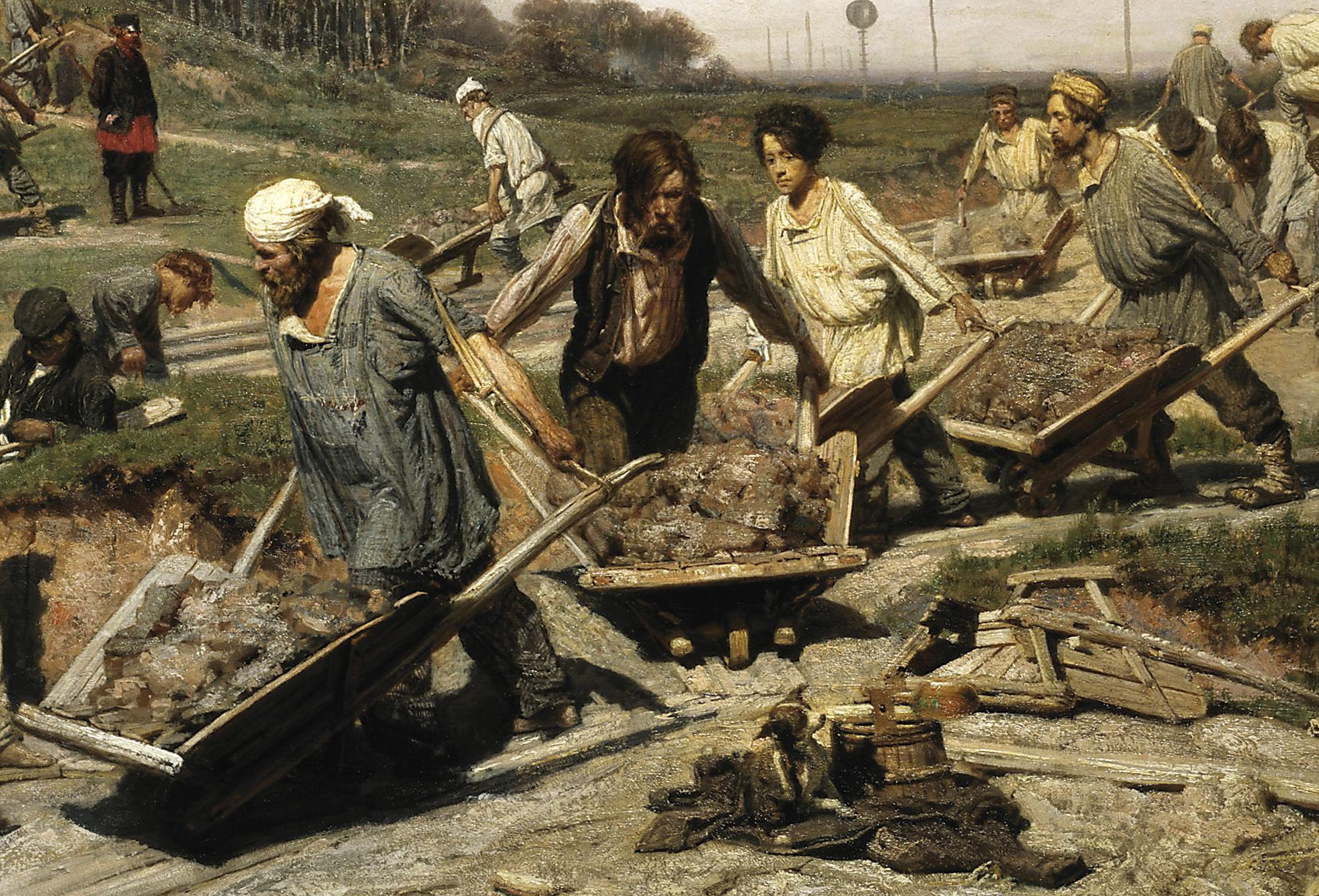
Groupe central des brouettiers (fragment du tableau).

Le tableau représente le travail acharné des travailleurs occupés au transport des terres et des pierres au cours de la réparation de la voie de chemin de fer. Apparemment, la plupart d'entre eux sont des travailleurs saisonniers, recrutés parmi les paysans. Ils sont épuisés par le travail éreintant auquel les soumet le contremaître représenté en arrière-plan dont l'image présente une allure qui rappelle celle de l'entrepreneur
des vers de Nikolaï Nekrassov dans son poème Le Chemin de fer. Mais les analogies avec les autres personnages de Nekrassov ne sont pas évidentes.
Les voies ferrées sont posées le long d'une large dénivellation du terrain en diagonale au milieu central du tableau. Des deux côtés des rails, sur les pentes et vers la colline située à gauche les travailleurs déplacent des brouettes. Ils marchent sur un sol poussiéreux, recouvert par endroit de passerelles en bois. Les terrassiers chargent les brouettes de terre à la pelle. Le terrain en pente, traversé de dénivellations, de nids-de-poule, complique le travail déjà lourd des brouettiers. Pour éviter que les brouettes ne se renversent, elles sont soutenues aux poignées par des ceintures portées par les épaules des travailleurs. La lourdeur des charges est attestée par la carcasse d'une brouette cassée représentée en bas à droite de la toile. Tout cela est aggravé par la chaleur. Les ouvriers travaillent avec des chemises déboutonnées, certains ont la tête couverte par un foulard ou une autre protection pour la tête. Bien qu'ils soient habillés de vêtements anciens et déchirés, beaucoup de travailleurs sont présentés comme beaux.

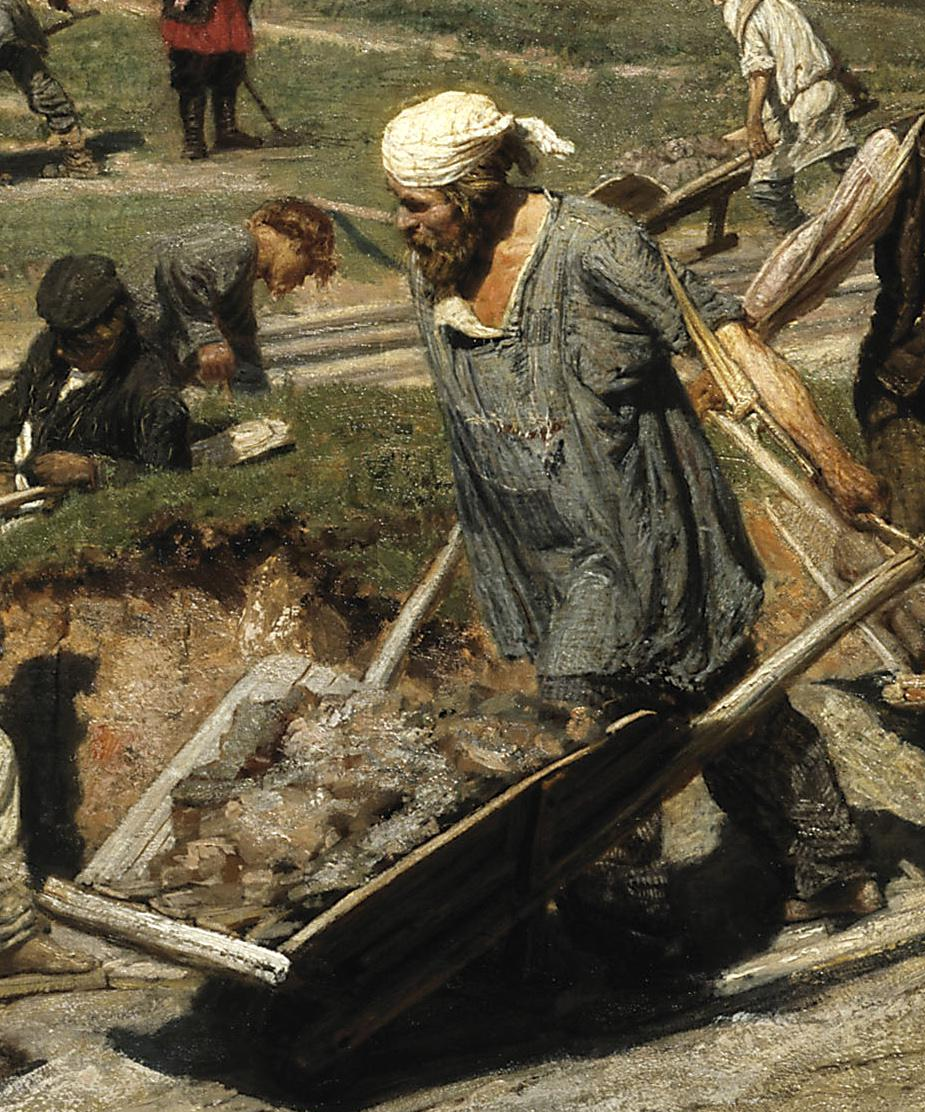
Un travailleur avec un foulard blanc chez Savitski.
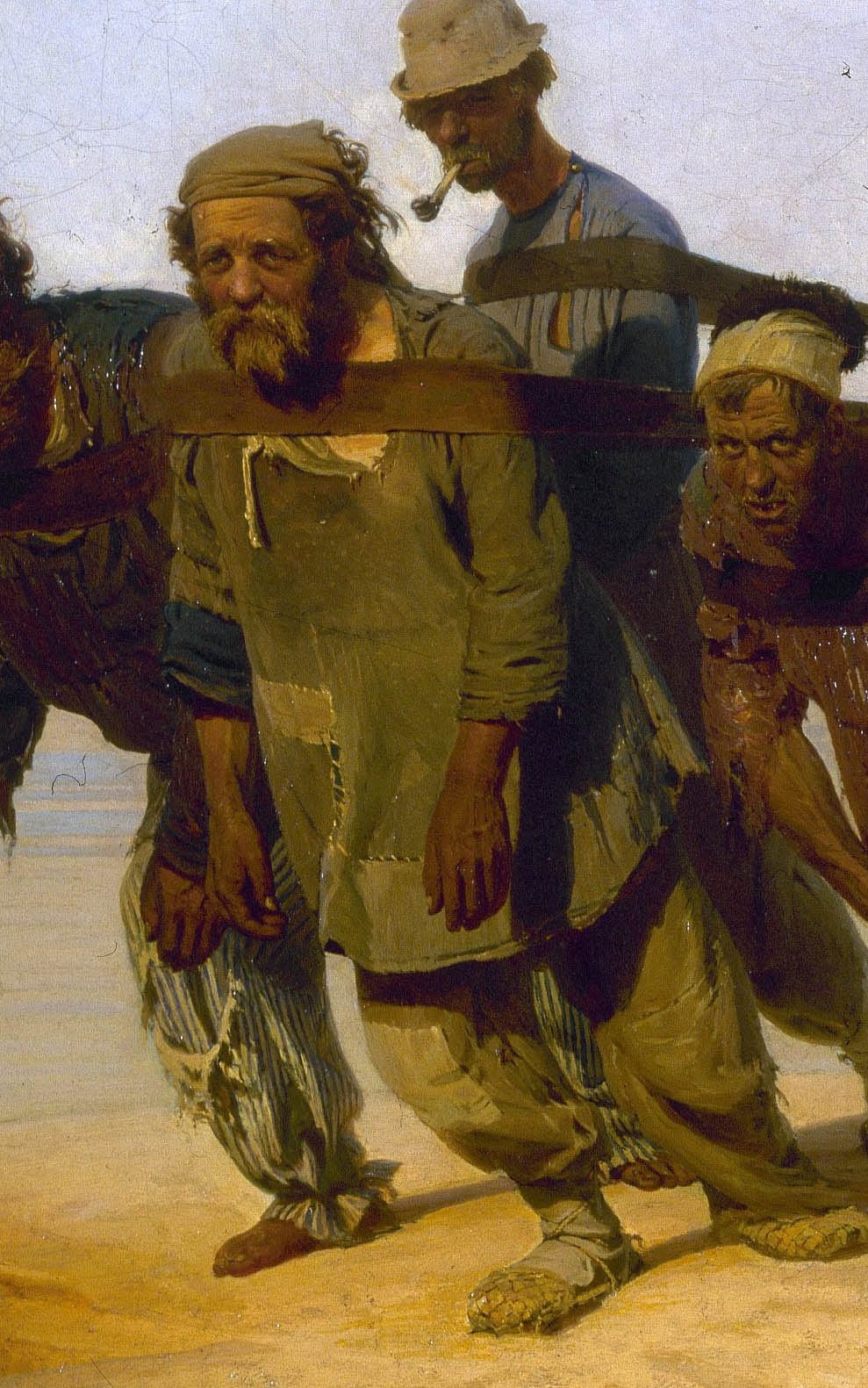
Un batelier chez Ilia Répine.

Les images les plus expressives, qui déterminent le ton général de l'œuvre et révèlent l'idée sous-tendue par le peintre, sont données par le premier plan composé de quatre travailleurs, représentés au centre du tableau. Ils se déplacent du fond du tableau vers l'avant. Parmi eux (de gauche à droite), un porteur de brouette de type bogatyr avec un foulard blanc sur la tête ; derrière lui, un homme maussade, perdu dans ses pensées avec une longue moustache et des cheveux foncés qui couvrent à moitié sa figure ; plus loin un tout jeune porteur à bout de force tenant avec peine sa brouette; et derrière lui un dernier brouettier.
Le travailleur avec son bandeau blanc sur la tête, est au centre du tableau, il se distingue par un physique puissant et un visage de paysan attirant. Ce personnage, travaillé par Savitski dans les dessins préparatoires, a été mis délibérément à l'avant-plan par l'artiste. Il a une expression du visage méditative, des traits qui rappellent le haleur du tableau de Répine Les Bateliers de la Volga. La critique d'art Elena Levenfich remarque que le haleur et le brouettier au foulard blanc qui sont au centre des tableaux de Savitski et de Répine sont représentés différemment : le haleur de Répine est triste et sceptique quant à son sort, son regard est intelligent et il adresse avec philosophie un appel à la compassion du spectateur, alors que le brouettier du tableau de Savitski est silencieux, concentré, perdu dans ses pensées et il fait penser au spectateur que « derrière sa force physique se cache une grande force spirituelle, et que son silence murit sa protestation ».

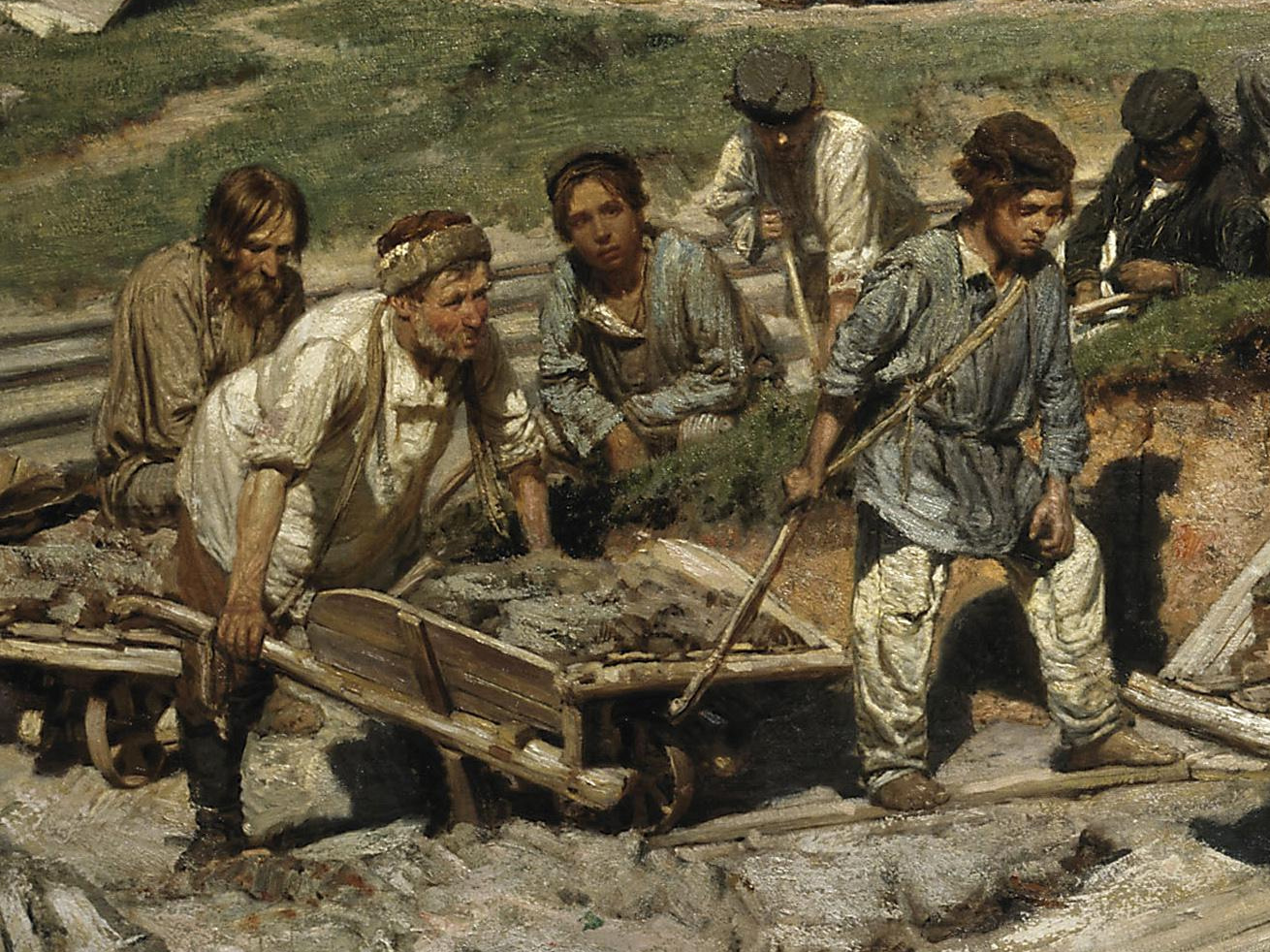
Groupe gauche des brouettiers et terrassiers (fragment du tableau).

Le deuxième brouettier du groupe central est un saisonnier portant une blouse rose et un gilet foncé. Il est plongé dans ses pensées et travaille tristement engourdi sans regarder personne autour de lui. Les mèches épaisses de ses cheveux foncés lui retombent sur la moitié du visage. Le troisième ouvrier du groupe est un jeune travailleur au visage pâle, les traits minces. C'est un adolescent mais il fait le même travail pénible que les adultes. Le dernier du groupe a du mal à pousser sa brouette. C'est un homme à la barbe courte et des traits du visage nobles,,. Il ressemble un peu au peintre Constantin Savitski quand il était plus jeune. Au début de l'agencement de son tableau Savitski n'avait pas ajouté ce quatrième et l'idée de l'ajouter ne lui est venue que durant l'achèvement de sa toile.
À gauche du groupe central est représenté un autre groupe de brouettiers et de terrassiers. Parmi ceux-ci on remarque deux garçons. Ces garçons tirent les brouettes par l'avant au moyen d'une ceinture pour renforcer la poussée du brouettier qui est à l'arrière. L'un d'eux s'est arrêté pour laisser passer l'ouvrier avec son foulard blanc sur la tête. C'est un adolescent fatigué, morose qui baisse tristement les yeux devant un homme fort qui lui jette un regard de sympathie. Derrière lui deux autres garçons dont l'un avec une casquette noire qui cache son visage par son ombre.

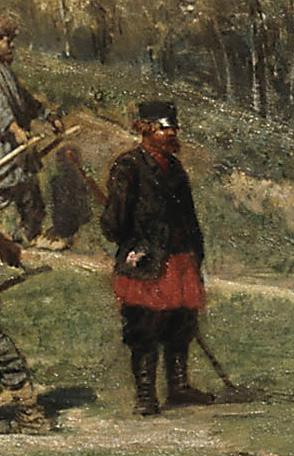
Le contremaître (fragment du tableau).

L'image du contremaître, dont la figure n'est pratiquement pas visible du fait de sa barbe, de son chapeau et de son éloignement à l'arrière-plan. Dans la littérature on l'appelle aussi superviseur ou entrepreneur ou encore staroste. Il porte des bottes graissées, un gilet noir et une chemise rouge qui font détacher sa silhouette dans le fond général du tableau. La luminosité contrastée de ses vêtements attire l'œil du spectateur, mais il est isolé et opposé à la masse principale du peuple d'ouvriers. Malgré sa singularité il n'est pas l'image principale du tableau pour Savitski.
La représentation de ceux qui travaillent et de leurs outils occupe pratiquement tout l'espace de la toile. Le peintre crée un tableau primitif où les journaliers réalisent un travail dépersonnalisé. Ils avancent les uns derrière les autres, mais leurs chemins se croisent et ils doivent s'arrêter et attendre que l'autre passe. Bien que cela donne une impression d'agitation et de mouvements différents d'une grande masse de gens, l'ensemble du tableau reste cohérent et équilibré.
La difficulté de la composition picturale du tableau venait précisément du fait que Savitski souhaitait placer sur sa toile un grand nombre de gens se déplaçant dans des directions différentes, voire opposées. Selon la critique d'art Zinaïda Zonova, le peintre a pu faire face à sa tâche en rendant le contenu de l'image perceptible immédiatement grâce à la clarté des moyens utilisés pour exprimer son intention. Pour combler le vide dans le bas, au centre de l'image, qui est trop visible dans l'ensemble de la composition, Savitski a représenté un chiot à côté d'un baril et un peu plus à droite une brouette cassée.
Les tons prédominants dans le tableau de Savitski sont brun-jaunâtre, gris-bleu et verdâtre. Dans la gamme brunâtre de la terre creusée, le peintre utilise aussi des teintes bleues. Le ton rouge de la chemise du contremaître se distingue des autres couleurs. Celles-ci sont discrètes. Elles participent à l'humeur sans joie de la toile représentant un paysage quelque peu monotone avec ses poteaux télégraphiques alternés.

## Esquisses et études
Deux études préparatoires au tableau sont conservées à la Galerie Tretiakov Les ouvriers avec une brouette(toile, huile, 19,9 × 19,6 cm (inventaire no 11168). Elles sont rentrées en provenance de la collection d' Ilya Ostroukhov, en 1929. Quant à l'étude Travaux de réparation sur la voie de chemin de fer (huile sur carton, 18,2 × 25,8 cm) (inventaire no 6262), elle se trouvait dans la collection de David Vissotski, et en 1925, est entrée au musée du Prolétariat. Une autre étude sur les Travaux de réparation se trouve au Musée national des Beaux-Arts de Biélorussie.

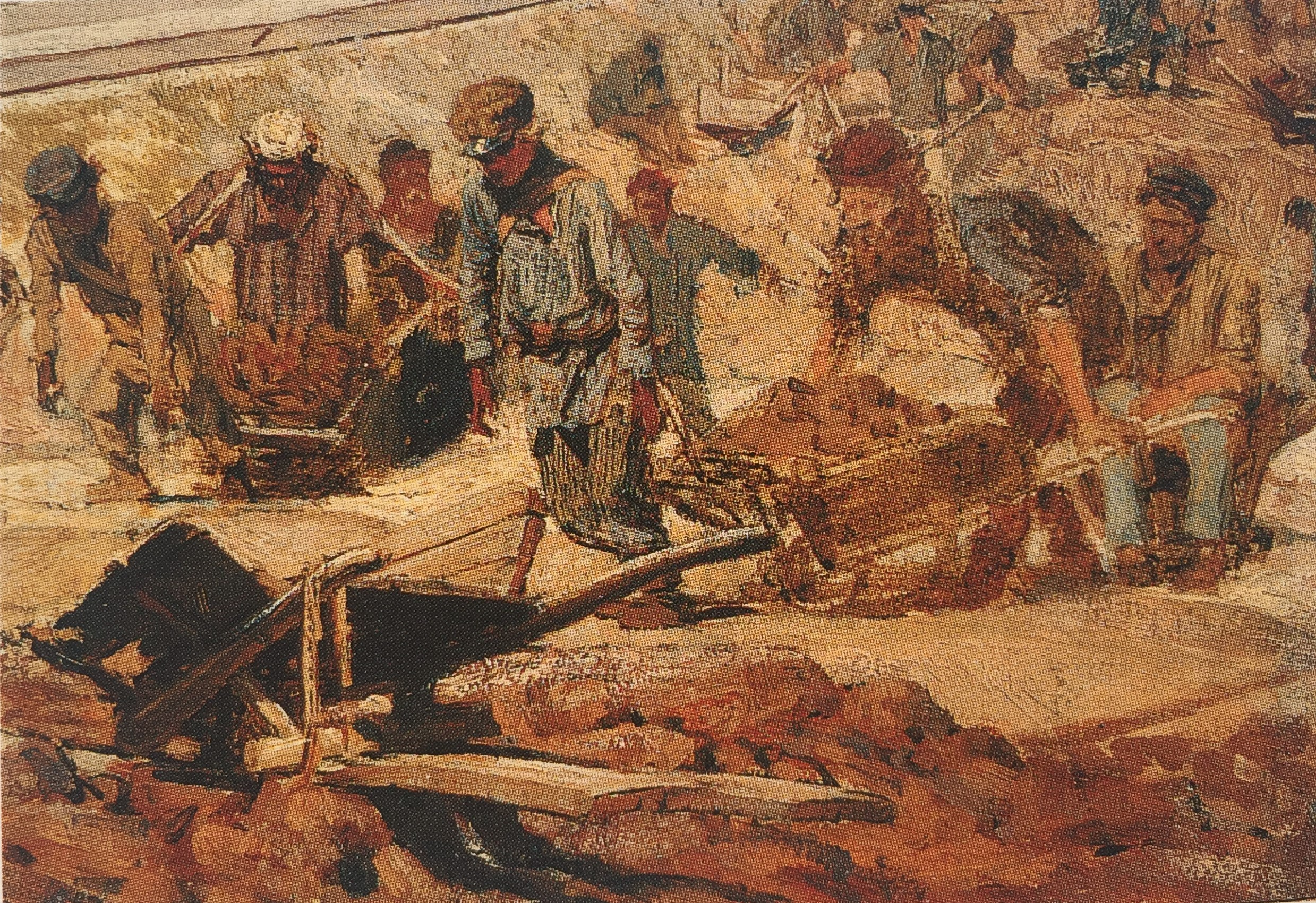
Étude 1873-1874 Galerie Tretiakov.
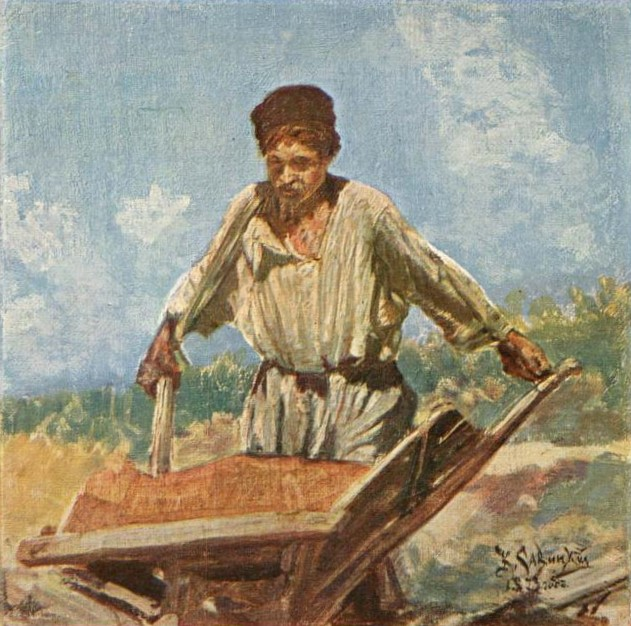
Étude : Travailleur avec sa brouette (1873).
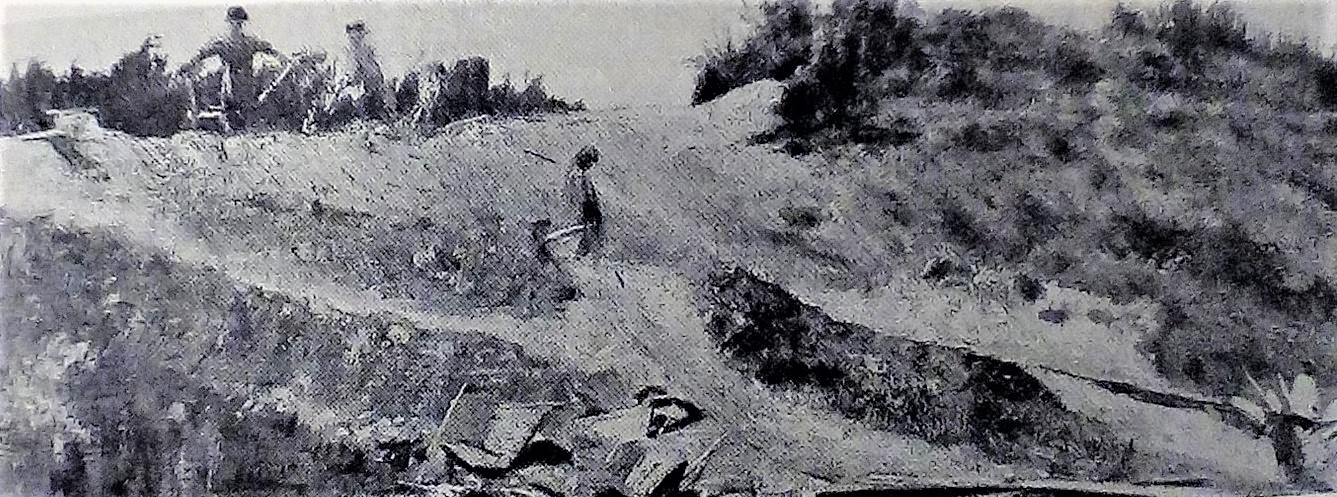
Étude, Musée national des Beaux-Arts de Biélorussie.

Dans la collection du Musée de l'État de Riazan Pojalostine est conservée une esquisse à l'aquarelle des Travaux réparation de la voie ferrée (papier, aquarelle, 28 × 46 cm) (inventaire no 176). Une autre esquisse (carton, aquarelle, 20,5 × 26,5 cm, a été conservée au Musée national de peinture de Kiev, jusqu'en 1941 puis a été perdue durant la Seconde Guerre mondiale,. Dans les collections du Musée russe se trouvent quelques études au dessin intitulées de Tête de paysan dans un foulard, tige, main (papier, crayon 25,4 × 21,2 cm. Au Musée national de peinture de Kiev (anciennement Musée de peinture russe de Kiev) est conservé un dessin Train sur une voie de chemin de fer (papier, crayon, céruse, 13,9 × 28,8 cm).

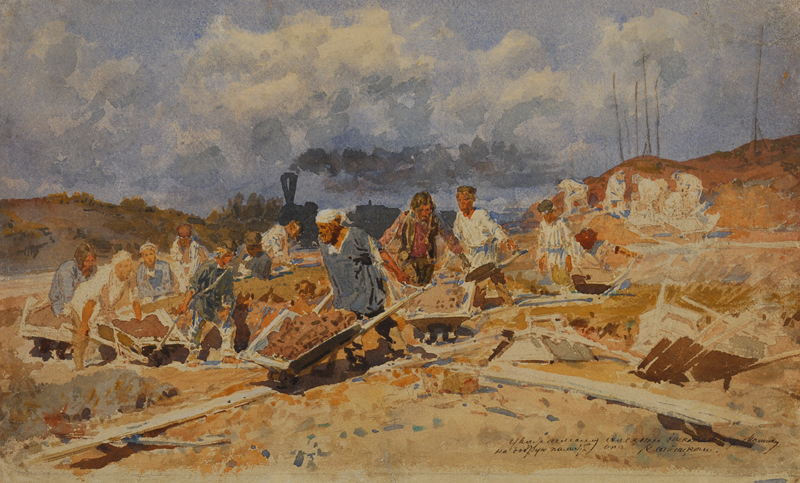
Ébauche pour Travaux sur la voie ferrée, 1873, Musée de Riazan.
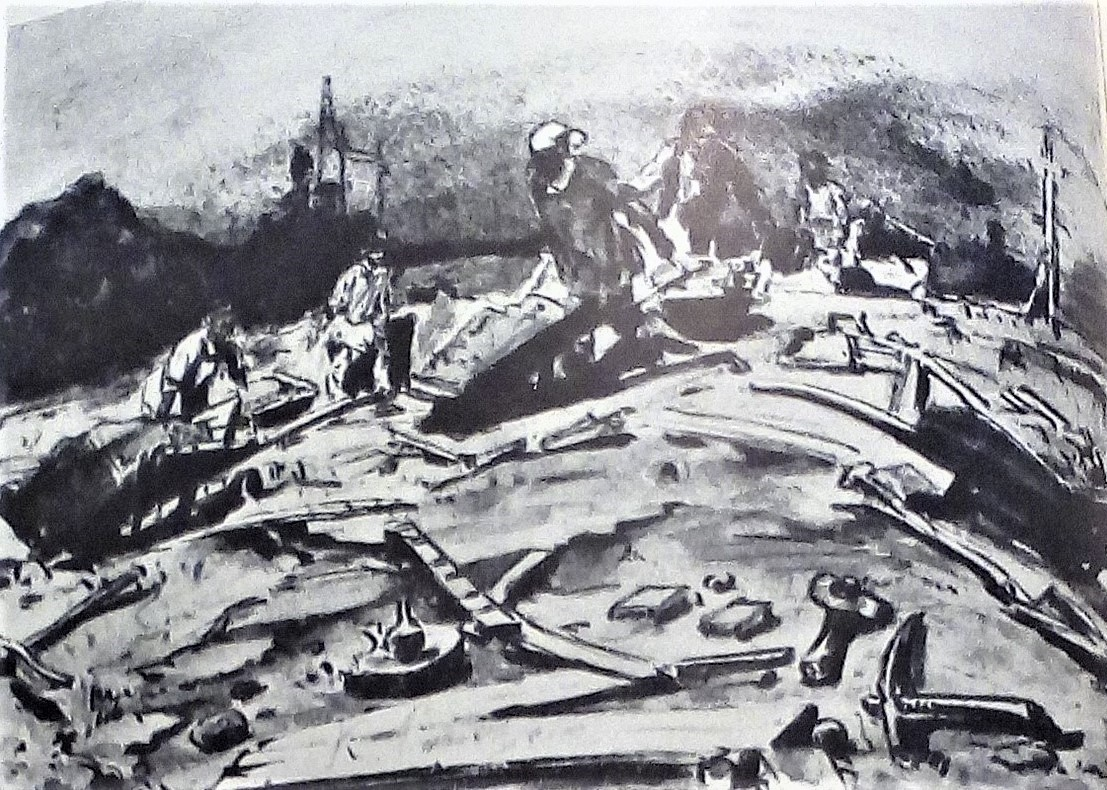
Esquisse, aquarelle, 1873, Musée national de peinture de Kiev.
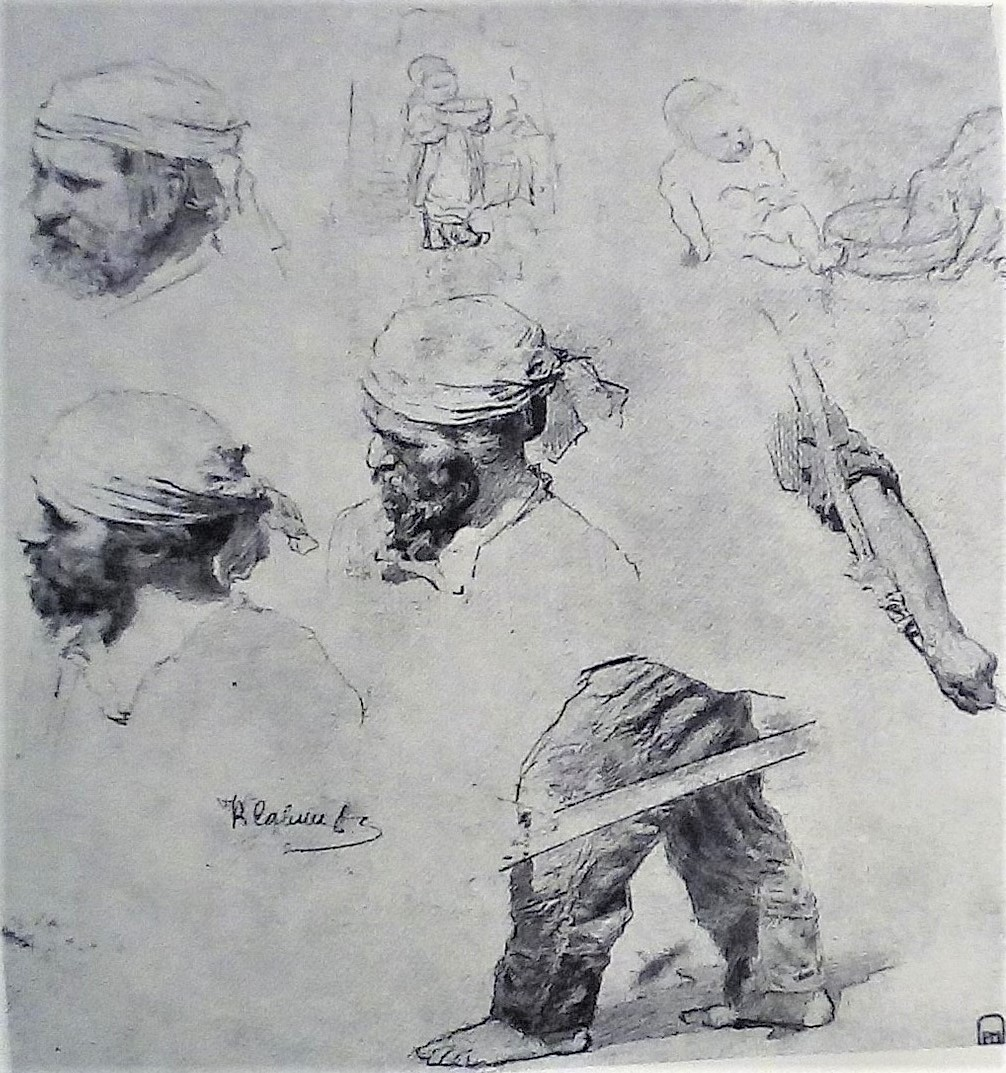
Tête de paysan dans un bandeau, 1873, Musée russe.
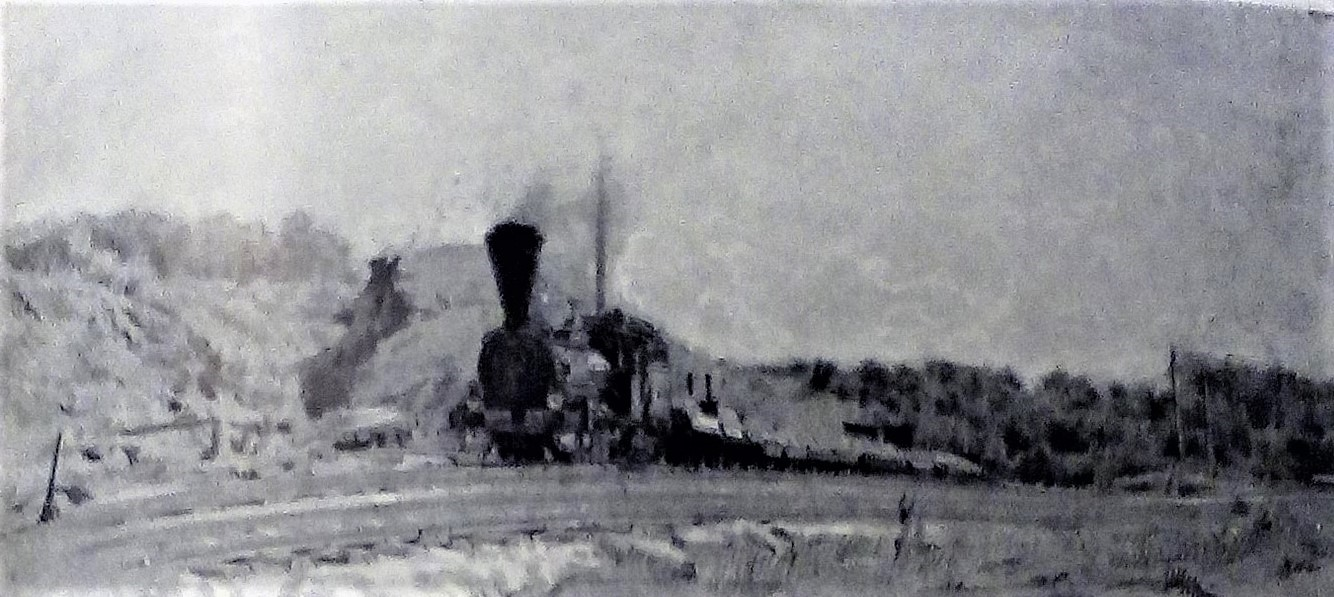
Train sur une voie ferrée (dessin au crayon, céruse), 1873, Musée national de peinture de Kiev.

## Appréciations et critiques
Le peintre et critique Alexandre Benois dans son livre Histoire de la peinture russe du XIXe siècle la première édition date de 1902, écrit qu'avec son tableau de 1874 intitulé Réparations de la ligne de chemin de fer Savitski est devenu un représentant éminent des Ambulants. Benois remarque que la toile de Savitski, qui représente de malheureux journaliers et brouetteurs entre le sable et la poussière d'un chantier est proche par l'esprit et le sujet des Bateliers de la Volga d'Ilia Répine. Selon Benois les avantages que présente Savitiski par rapport aux autres artistes c'est l'objectivité et son attention particulière aux paysages, aux types et aux poses. Dans la Réparation de la voie ferréequi est si simple et si calme tout est représenté d'après nature. Selon Benois même si techniquement les meilleures peintures de Savitski, y compris la Réparation de la voie ferrée, sont d'un niveau inférieur aux œuvres de Répine, ce sont toujours des œuvres tout à fait satisfaisantes, bien au-dessus du niveau général de l'école des Ambulants.

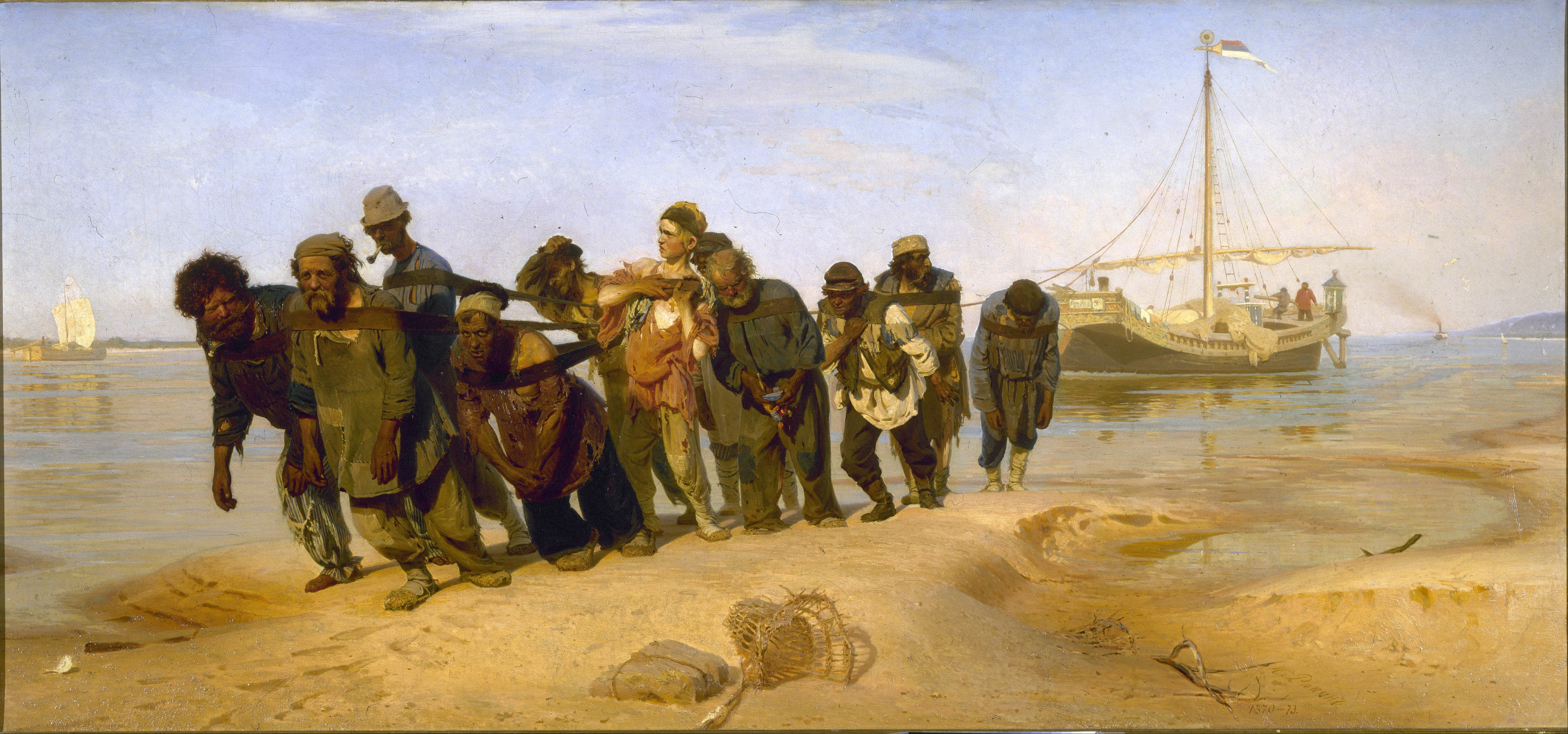
Ilia Répine. Les Bateliers de la Volga (1872—1873, Musée russe.

Le critique d'art Mikhaïl Sokolnikov écrivait en 1947 que la toile des Travaux sur la voie ferrée avait fait grosse impression sur les contemporains, parmi lesquels Pavel Tretiakov, qui voyait en elle l'expression de l'émergence d'une nouvelle école russe de peinture. Sokolnikov remarque que dans ses premières compositions à figures multiples Savitski , à la suite des Les Bateliers de la Volga de Répine est un des premiers représentant des beaux-arts russes à soulever le thème des gens au travail attirant l'attention de la société sur l'un des phénomènes sociaux les plus névralgiques. Selon Sokolnikov, le sujet complexe des Travaux de réparation est rendu avec beaucoup de tact par le peintre Savitski et son contenu se révèle très logiquement dans l'ensemble de la composition.

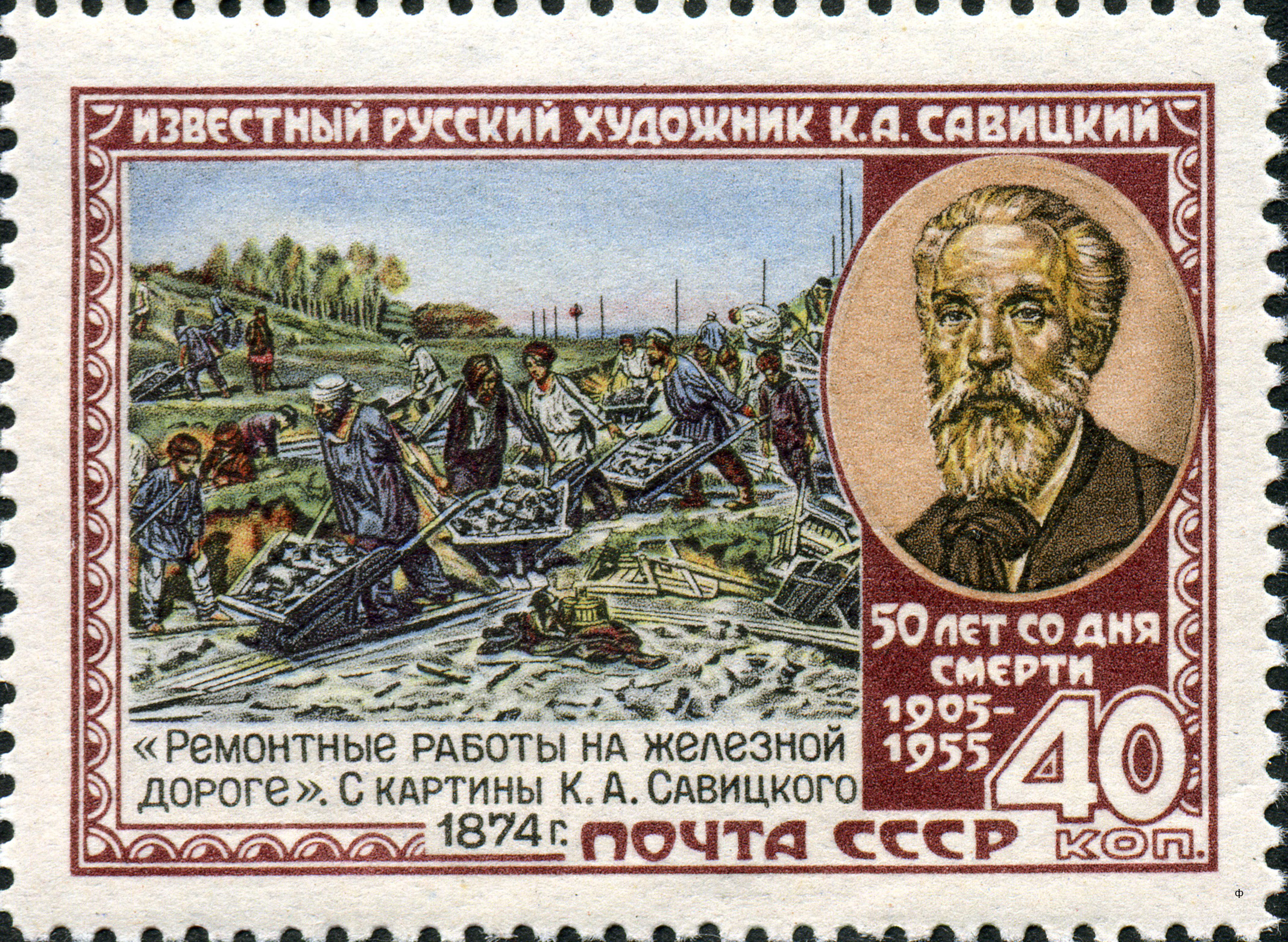
Tableau Travaux de réparation sur une voie ferrée sur un timbre poste de l'URSS de 1955

Dans un ouvrage publié en 1955 le critique d'art Dmitri Sarabianov remarque aussi que le tableau Travaux de réparations sur une voie ferrée est à certains égards proche des Bateliers de la Volga. Sarabaniov écrit que Savitski recherche ses héros parmi les gens qui ont rompu avec la terre, qui ont abandonné la vie paysanne, avec d'autres paysans appauvris qui constamment rejoignant les rangs du prolétariat. Il remarque aussi que certains personnages de ce tableau témoignent du fait que le peintre s'est tourné vers la réalité avec un esprit critique mais qu'il cherche à représenter une image positive du peuple, en traitant de manière sociale et générale une scène populaire. Selon Sarabionov, les Bateliers de la Volga et Travaux de réparation « sont une étape importante dans l'histoire de l'art russe, dans le développement du thème du peuple dans la peinture russe ».
Dans une monographie de 1959 sur l'œuvre de Savitski, la critique d'art Elena Levenfich écrit que, dans les Travaux de réparation, l'artiste accorde pour la première fois une grande attention à la caractérisation des personnages qu'il va chercher parmi le peuple. En étudiant les analogies entre ce tableau et Les Bateliers de la Volga de Répine, Levenchif reconnait que le talent et le souci novateur de Répine a pu avoir une influence sur Savitski, mais il n'y a eu en aucun cas d'imitation directe de la part de Savitski. Elle remarque encore que grâce à l'importance de son public, Travaux de réparation sur une ligne de chemin de fer était l'une des toiles les plus importantes lors des premières expositions des Ambulants, et plus tard elle est devenue une œuvre lyrique au même titre que le poème de Nikolaï Nekrassov Le Chemin de fer. Dans la première partie du 9e volume de Histoire de l'art russe en 13 tomes, la critique d'art Sofia Goldstein considère les Travaux de réparation la première œuvre significative du maître débutant, celle qui lui a valu une reconnaissance bien méritée.